# Figularia quaylei
Figularia quaylei är en mossdjursart som beskrevs av Powell 1967. Figularia quaylei ingår i släktet Figularia och familjen Cribrilinidae. Inga underarter finns listade i Catalogue of Life.